# Зубетинац
Зубетинац је насеље у Србији у општини Књажевац у Зајечарском округу. Према попису из 2022. било је 75 становника (према попису из 1991. било је 278 становника).

## Демографија
У насељу Зубетинац живи 75 пунолетна становника, а просечна старост становништва износи 64,7 година (62,8 код мушкараца и 66,1 код жена). У насељу има 39 домаћинства, а просечан број чланова по домаћинству је 1,92.
Ово насеље је великим делом насељено Србима (према попису из 2002. године), а у последња три пописа, примећен је пад у броју становника.
|  |

| Демографија | Демографија | Демографија |
| Година      | Становника  | Становника  |
| ----------- | ----------- | ----------- |
| 1948.       | 741         |             |
| 1953.       | 721         |             |
| 1961.       | 669         |             |
| 1971.       | 566         |             |
| 1981.       | 432         |             |
| 1991.       | 278         | 278         |
| 2002.       | 191         | 192         |
| 2011.       | 148         |             |
| 2022.       | 75          |             |

| Етнички састав према попису из 2002.‍ | Етнички састав према попису из 2002.‍ | Етнички састав према попису из 2002.‍ | Етнички састав према попису из 2002.‍ | Етнички састав према попису из 2002.‍ |
| ------------------------------------ | ------------------------------------ | ------------------------------------ | ------------------------------------ | ------------------------------------ |
|                                      |                                      |                                      |                                      |                                      |
| Срби                                 | Срби                                 |                                      | 188                                  | 98,42%                               |
| Црногорци                            | Црногорци                            |                                      | 1                                    | 0,52%                                |
| Македонци                            | Македонци                            |                                      | 1                                    | 0,52%                                |
| непознато                            | непознато                            |                                      | 1                                    | 0,52%                                |

| Година пописа     | 1948. | 1953. | 1961. | 1971. | 1981. | 1991. | 2002. |
| ----------------- | ----- | ----- | ----- | ----- | ----- | ----- | ----- |
| Број домаћинстава | 154   | 147   | 138   | 127   | 117   | 104   | 82    |

| Број чланова      | 1  | 2  | 3  | 4 | 5 | 6 | 7 | 8 | 9 | 10 и више | Просек |
| ----------------- | -- | -- | -- | - | - | - | - | - | - | --------- | ------ |
| Број домаћинстава | 23 | 31 | 14 | 6 | 8 | 0 | 0 | 0 | 0 | 0         | 2,33   |

| Пол    | Укупно | Неожењен/Неудата | Ожењен/Удата | Удовац/Удовица | Разведен/Разведена | Непознато |
| ------ | ------ | ---------------- | ------------ | -------------- | ------------------ | --------- |
| Мушки  | 85     | 12               | 61           | 11             | 1                  | 0         |
| Женски | 98     | 3                | 58           | 27             | 10                 | 0         |
| УКУПНО | 183    | 15               | 119          | 38             | 11                 | 0         |

| Пол    | Укупно                    | Пољопривреда, лов и шумарство | Рибарство                            | Вађење руде и камена | Прерађивачка индустрија       |
| ------ | ------------------------- | ----------------------------- | ------------------------------------ | -------------------- | ----------------------------- |
| Мушки  | 35                        | 28                            | 0                                    | 0                    | 4                             |
| Женски | 31                        | 26                            | 0                                    | 0                    | 2                             |
| УКУПНО | 66                        | 54                            | 0                                    | 0                    | 6                             |
| Пол    | Производња и снабдевање   | Грађевинарство                | Трговина                             | Хотели и ресторани   | Саобраћај, складиштење и везе |
| Мушки  | 0                         | 0                             | 2                                    | 0                    | 1                             |
| Женски | 0                         | 0                             | 0                                    | 0                    | 0                             |
| УКУПНО | 0                         | 0                             | 2                                    | 0                    | 1                             |
| Пол    | Финансијско посредовање   | Некретнине                    | Државна управа и одбрана             | Образовање           | Здравствени и социјални рад   |
| Мушки  | 0                         | 0                             | 0                                    | 0                    | 0                             |
| Женски | 0                         | 0                             | 0                                    | 1                    | 1                             |
| УКУПНО | 0                         | 0                             | 0                                    | 1                    | 1                             |
| Пол    | Остале услужне активности | Приватна домаћинства          | Екстериторијалне организације и тела | Непознато            | Непознато                     |
| Мушки  | 0                         | 0                             | 0                                    | 0                    | 0                             |
| Женски | 0                         | 0                             | 0                                    | 1                    | 1                             |
| УКУПНО | 0                         | 0                             | 0                                    | 1                    | 1                             |